# Toyosu

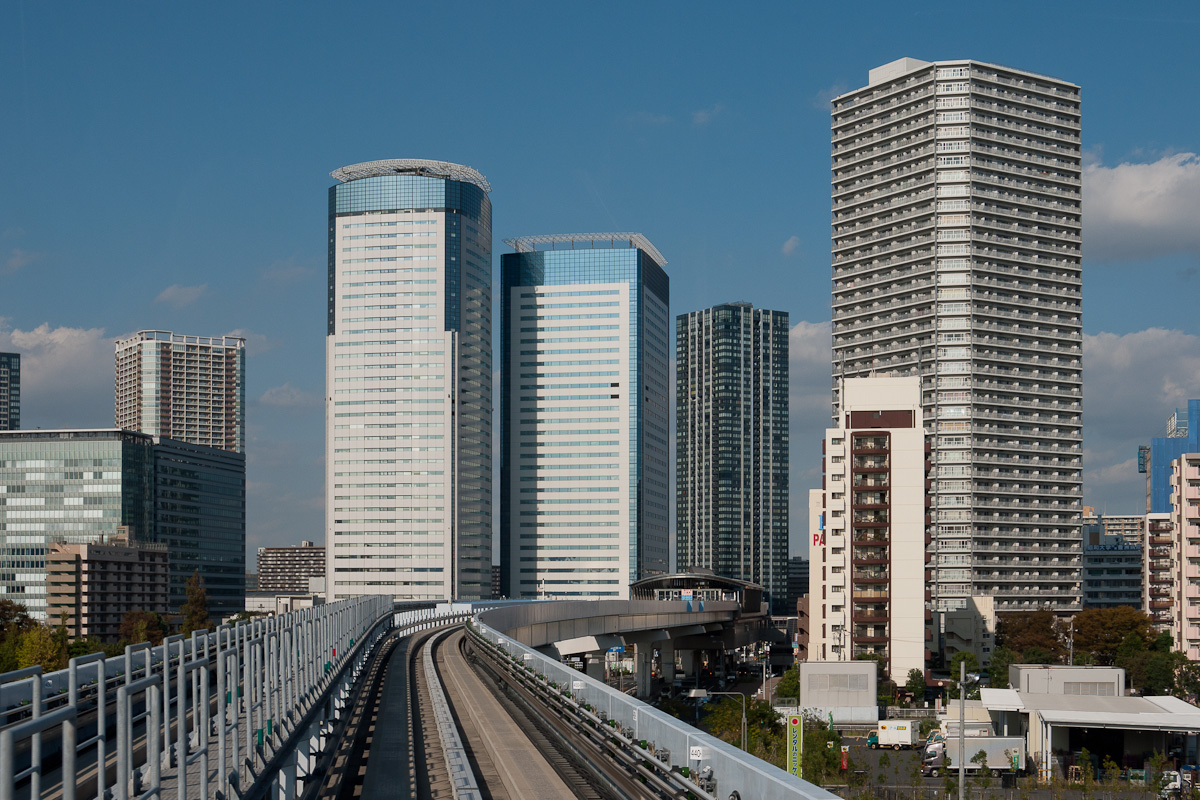
het oostelijk deel van Toyusu gezien vanuit de Yurikamome

Toyosu (kanji: 豊洲) is een buurt en eiland in de Japanse hoofdstad Tokio dat bestuurlijk gezien onder de speciale wijk Koto valt. De wijk bestaat uit zes chome en telde in 2019 37.778 inwoners. Het eiland in de Baai van Tokio is een landaanwinning uit de jaren 1930 en wordt omringd door de buurten Ariake en Shinonome in het zuiden, Harumi in het noordwesten en Etchujima, Shiohama en Edagawa in het noordoosten. De wijk is middels bruggen verbonden met de omliggende stadsdelen en is via de Yurikamome en de Yurakucholijn van Tokyo Metro aangesloten op het openbaar vervoersnetwerk van de hoofdstad.
Tot de jaren 1990 was Toyosu in gebruik als haventerrein, maar sindsdien is het vanwege zijn nabijheid bij het centrum van Tokio herontwikkeld tot een stadswijk met hoge appartementsgebouwen, kantoren en winkelcentra. Daarnaast ligt de vismarkt van Toyosu – de opvolger van de vismarkt van Tsukiji en de grootste ter wereld – op het westelijk deel van het eiland. De eerste konbini van 7-Eleven in Japan uit 1974 bevindt zich eveneens in de wijk.
Akasaka · Akihabara · Aomi · Aoyama · Ariake · Asagaya · Asakusa · Asakusabashi · Azabu · Daikanyama · Den-en-chōfu · Ebisu · Futako Tamagawa · Ginza · Gotanda · Hamamatsuchō · Harajuku · Hibiya · Hongō · Ichigaya · Iidabashi · Ikebukuro · Iwamotochō · Jiyūgaoka · Jinbōchō · Jūjō · Kabukichō · Kagurazaka · Kajichō · Kanda · Kasumigaseki · Kichijōji · Koishikawa · Kugayama · Kyōbashi · Kōenji · Kōjimachi · Marunouchi · Mita · Nagata · Nihonbashi · Nishi Shinjuku · Ochanomizu · Odaiba · Ogawamachi · Ōizumigakuenchō · Omori · Omotesandō · Otemachi · Roppongi · Ryogoku · Sanya · Sendagaya · Shiba · Shibaura · Shibuya · Shimo-Kitazawa · Shinbashi · Shinjuku · Shinjuku ni-chōme · Shiodome · Shirokane · Shirokanedai · Sugamo · Surugadai · Takadanobaba · Takanawa · Tamachi · Tateishi · Tatsumi · Toyosu · Tsuki no Misaki · Tsukiji · Tsukishima · Uchi-Kanda · Ueno · Wakasu · Yaesu · Yayoi · Yoga · Yotsuya · Yoyogi · Yūrakuchō